# Cráneos humanos enyesados

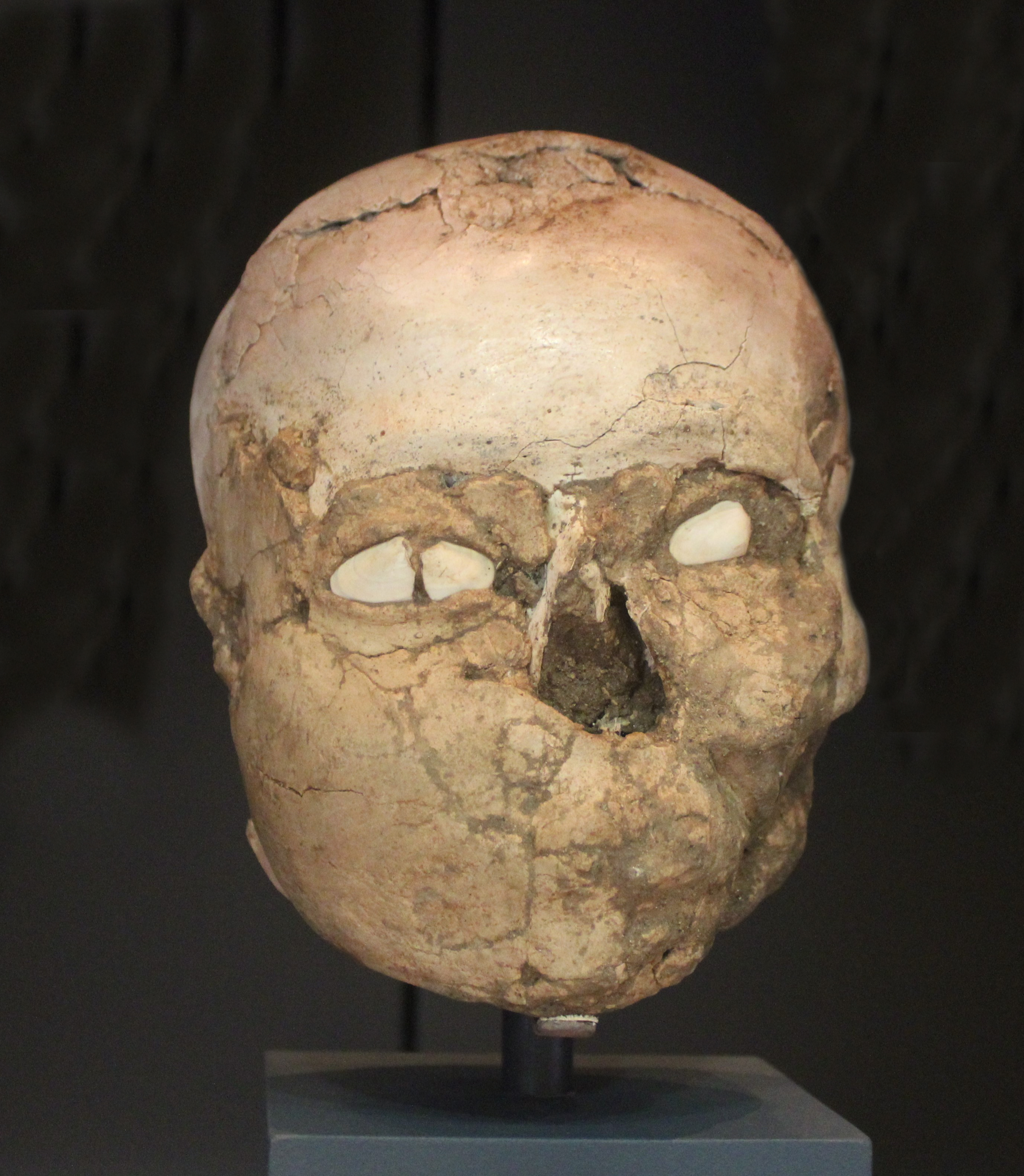
Cráneo enyesado, Tell es-Sultan, Jericó, c. 9000 a. C. en el Museo Británico.

Los cráneos humanos enyesados son cráneos humanos reconstruidos que se hicieron en el antiguo Palestina mediterráneo entre el 9.000 y el 6.000 a. C. en el Neolítico precerámico B. Representan algunas de las formas de arte más antiguas de Oriente Próximo y demuestran que la población prehistórica tuvo mucho cuidado al enterrar a sus antepasados debajo de sus hogares. Los cráneos denotan algunos de los primeros ejemplos escultóricos de retratos en la historia del arte.

## Descubrimiento
Un cráneo fue desenterrado accidentalmente en la década de 1930 por el arqueólogo John Garstang en Jericó, Cisjordania. Una serie de cráneos de yeso de Jericó fueron descubiertos y excavados por la arqueóloga británica Kathleen Kenyon y sus colaboradores, en la década de 1950 y ahora se pueden encontrar en las colecciones del Museo Británico, el Museo Ashmolean, el Museo de Arqueología y Antropología de la Universidad de Cambridge, el Museo Real de Ontario, el Museo Nicholson de Sídney y el Museo Arqueológico de Jordania.
Otros sitios donde se excavaron cráneos enyesados incluyen 'Ain Ghazal y Amán en Jordania, y Tell Ramad, Siria. La mayoría de los cráneos enyesados eran de hombres adultos, pero algunos pertenecían a mujeres y niños.

## Importancia arqueológica
Los cráneos enyesados representan algunas de las formas más antiguas de prácticas funerarias en el sur de Levante. Durante el período neolítico, los difuntos a menudo fueron enterrados debajo del piso de sus casas. A veces se extraía el cráneo y se llenaban las cavidades con yeso y se pintaban. Con el fin de crear rostros más realistas, se insertaron conchas para los ojos y se usó pintura para representar rasgos faciales, cabello y bigotes. Algunos estudiosos creen que esta práctica de entierro representa una forma temprana de culto a los antepasados, donde los cráneos enyesados se usaban para conmemorar y respetar a los antepasados de la familia. Otros expertos argumentan que los cráneos enyesados podrían estar relacionados con la práctica de la caza de cabezas y usarse como trofeos. Los cráneos enyesados proporcionan evidencia sobre las artes y las prácticas religiosas más antiguas del antiguo Oriente Próximo.

## Galería

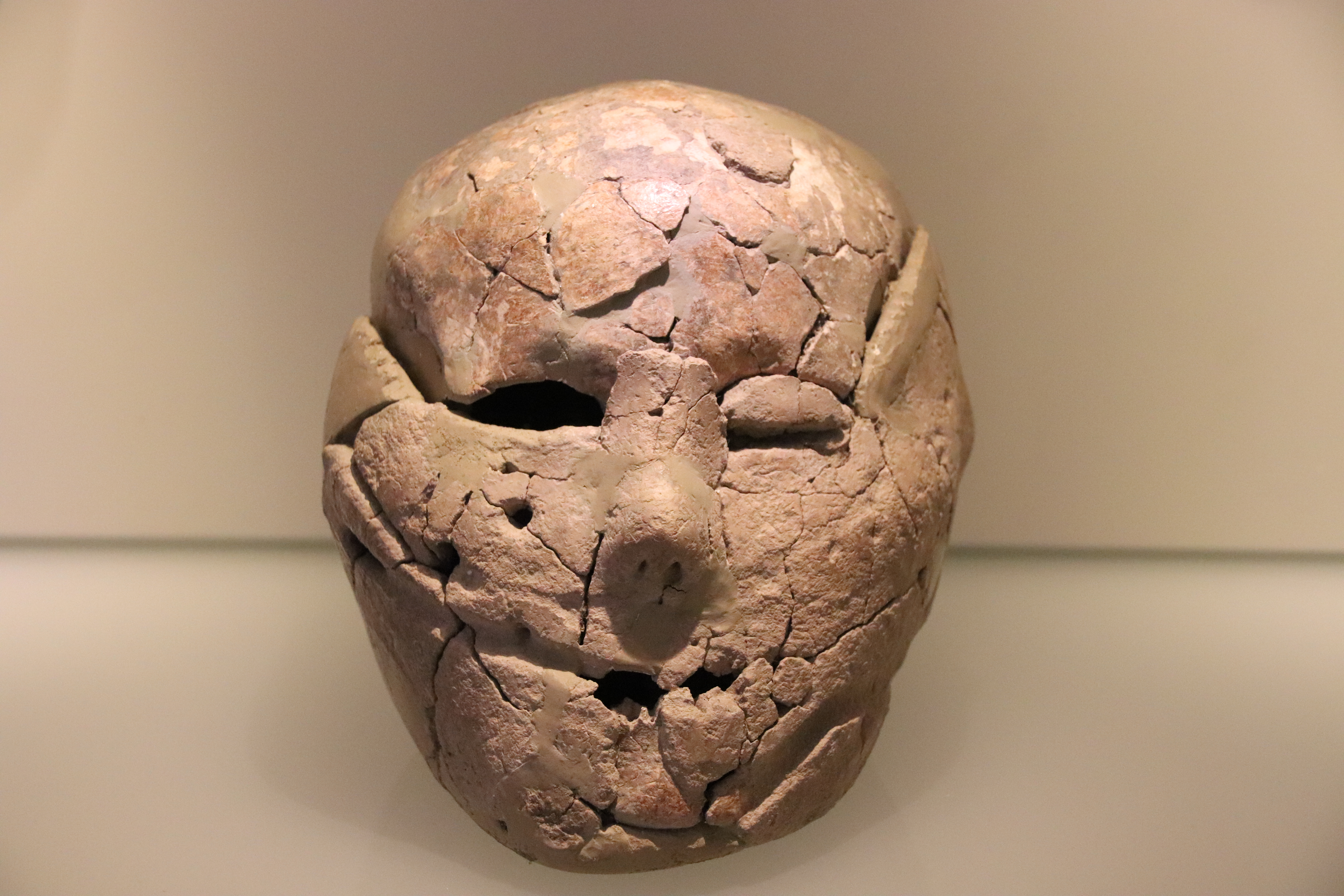
Cráneo enyesado en exhibición en el Museo de Israel, Jerusalén.
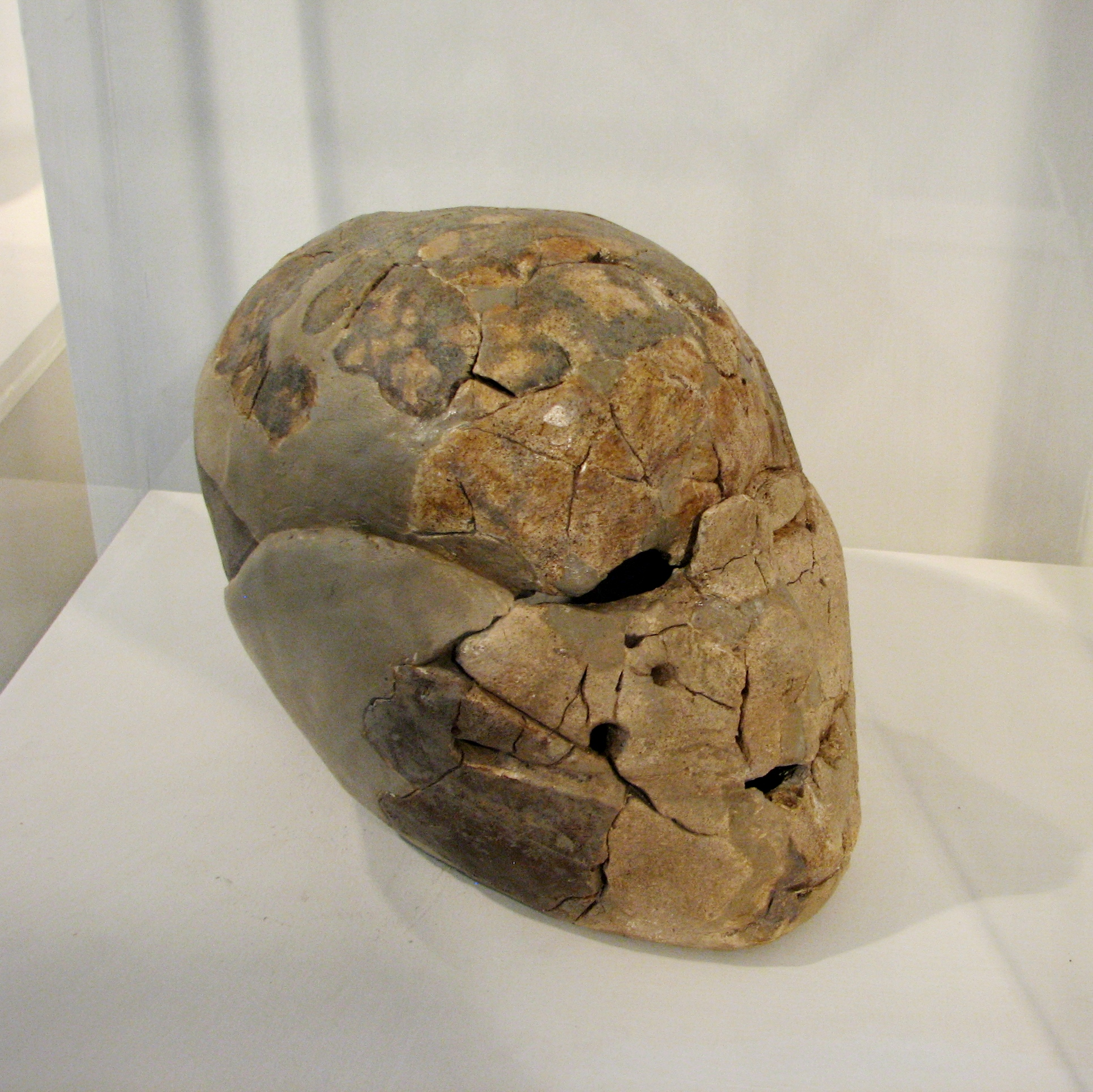
Cráneo de Beisamoun en exhibición en el Museo de Prehistoria de Moshe Stekelis.
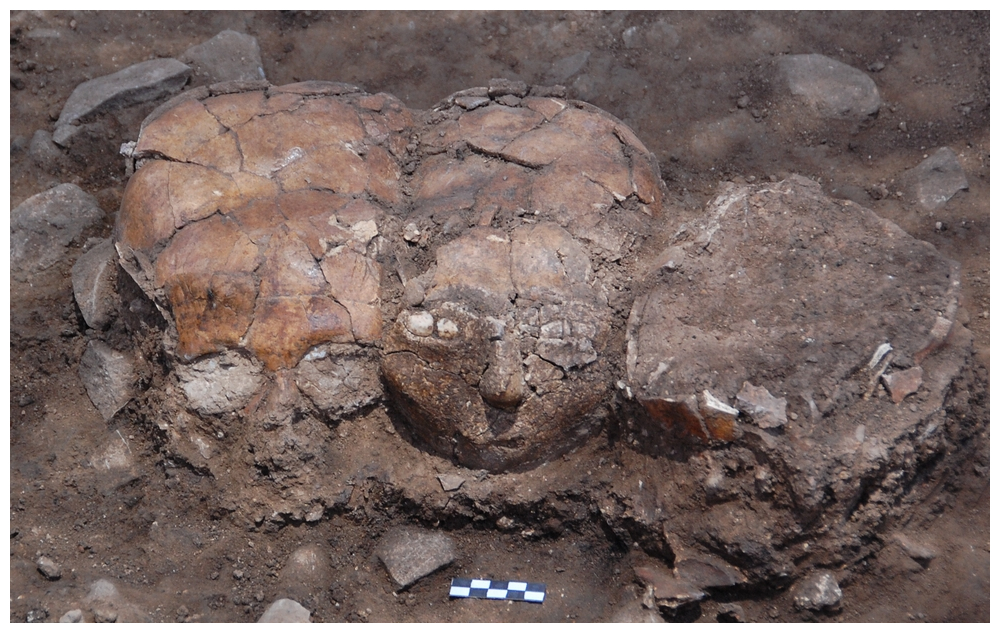
Cráneos enyesados in situ en Yiftahel, Neolítico precerámico B.